# Luray (Virginia)
Luray város az USA Virginia államában. Lakosainak száma 4831 fő (2020. április 1.).

## Népesség
A település népességének változása:

| 2010 | 4 895 |
| 2020 | 4 831 |